# 丹地 (夸祖魯-納塔爾省)

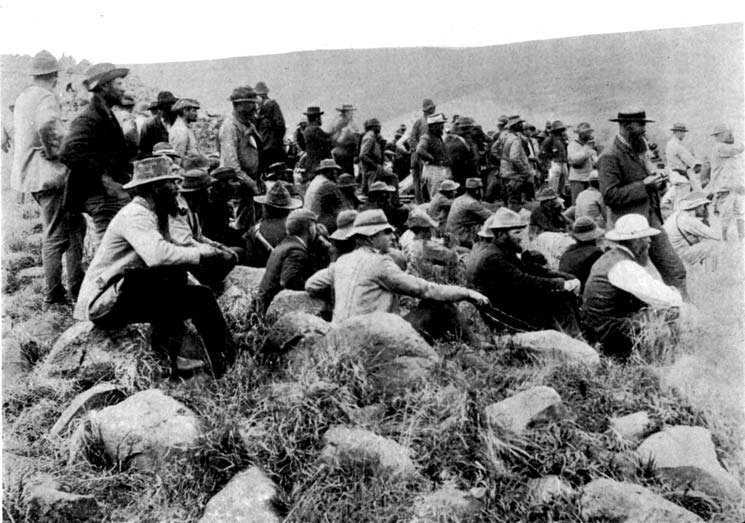

丹地是南非的城鎮，位於該國東北部，由夸祖魯-納塔爾省負責管轄，始建於1835年，面積46.6平方公里，受亞熱帶氣候影響，每年平均降雨量684毫米，2001年人口12,268。